# Les Schtroumpfs et les Enfants perdus
Les Schtroumpfs et les Enfants perdus est le quarantième album de la série de bande dessinée Les Schtroumpfs originellement créée par Peyo. Publié en 2022 aux éditions Le Lombard, l'album est scénarisé par Alain Jost et Thierry Culliford et illustré par Miguel Díaz Vizoso.